# Stegastes altus
Stegastes altus, thường được gọi là cá thia Nhật Bản, là một loài cá biển thuộc chi Stegastes trong họ Cá thia. Loài này được mô tả lần đầu tiên vào năm 1937.

## Phân bố và môi trường sống
S. altus phân bố ở phía tây bắc Thái Bình Dương, được tìm thấy tại miền nam Nhật Bản và quần đảo Ryukyu, ngoài ra cũng được ghi nhận tại Đài Loan và Hàn Quốc. S. altus thường sống xung quanh các rạn san hô và những bãi đá ngầm ở độ sâu khoảng 5 – 20 m.

## Mô tả
S. altus trưởng thành dài khoảng 15 cm. Toàn thân của S. altus có màu hơi nâu, đôi khi có xen lẫn màu vàng nhạt; các vảy có viền màu nâu sẫm. Vòng sau mắt có màu xanh hoặc tím; môi màu xám nhạt. Vây lưng, vây hậu môn và vây đuôi, kể cả cuống đuôi, đều có màu vàng tươi. Vây ngực mờ với những vây tia màu nâu và hơi vàng ở cạnh sau. Phần gốc gai lưng phía trước (từ gai thứ nhất đến gai thứ 5 hoặc 6) có một đốm đen.

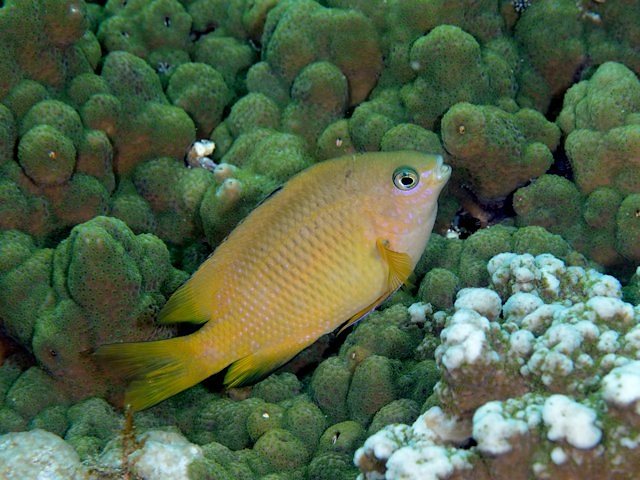
Một cá thể Stegastes altus

Số ngạnh ở vây lưng: 12 - 13; Số vây tia mềm ở vây lưng: 15 - 17; Số ngạnh ở vây hậu môn: 2; Số vây tia mềm ở vây hậu môn: 12 - 13; Số vây tia mềm ở vây ngực: 18 - 21.
Thức ăn của S. altus chủ yếu là rong tảo và các vụn hữu cơ. S. altus sinh sản theo cặp, trứng bám dính vào đáy biển và được bảo vệ bởi cá đực.